# Бортники (Ярцевский район)
Бортники — деревня в Ярцевском районе Смоленской области России. Входит в состав Михейковского сельского поселения. Население — 8 жителей (2007 год). 
Расположена в центральной части области в 10 км к северо-западу от Ярцева, в 10 км севернее автодороги М1 «Беларусь», на берегу реки Клишня. В 11 км южнее деревни расположена железнодорожная станция Ярцево на линии Москва — Минск. 

## История
В годы Великой Отечественной войны деревня была оккупирована гитлеровскими войсками в июле 1941 года, освобождена в сентябре 1943 года.